# Renée (Modigliani)
Pour les articles homonymes, voir Renée.
Renée est un tableau réalisé par le peintre italien Amedeo Modigliani en 1917. Cette huile sur toile est le portrait en buste de Renée Gros, qui épouse son confrère Moïse Kisling la même année. La jeune femme y figure vêtue de rouge sombre sur un fond de la même couleur, une petite croix au cou. L'œuvre est conservée depuis 1951 au musée d'art de São Paulo, à São Paulo, au Brésil.